# Roca Foradada de Can Gol
La Roca Foradada de Can Gol es troba al Parc de la Serralada Litoral, concretament a Vilanova del Vallès (el Vallès Oriental).
És un gran bloc granític d'uns 40 metres cúbics (4,5 x 2,5 x 3,5 m) amb una entrada arran de terra, lleugerament ogival, de gairebé un metre de diàmetre. A l'exterior hi ha diverses lloses que es podrien haver emprat com a porta o tapadora del forat d'entrada. És un dels megàlits més bells i especials del Parc juntament amb la Roca Foradada de Vallromanes.
Josep Estrada l'esmenta el 1950 sense atribuir-li una funció clara, però el 1991 un equip d'arqueòlegs la defineixen clarament com a cova artificial sepulcral. Als voltants s'hi ha trobat ceràmica grollera i algunes ascles de sílex, la qual cosa ajudaria a datar-la entre els anys 2700 i 2200 aC. També s'hi ha trobat alguns fragments d'època ibèrica, evidència que el monument fou amortitzat més enllà dels seus constructors.
És ubicada a Vilanova del Vallès: situats al Dolmen de Can Gol I, anem carrer avall i girem pel primer carrer a la dreta (l'estret carrer de la Roca Foradada). Girem a l'esquerra al final d'aquest carrer curt i enfilem costa amunt seguint el recorregut senyalitzat com a PR. Començant a comptar des que s'acaba l'asfalt, caminem 250 metres fins a trobar a la dreta una estaca de senyalització i el trencall cap a la roca foradada. El camí és ben fressat, la roca és a 100 metres i a la dreta. Coordenades: x=443224 y=4601757 z=210. UTM: 31 N - 443123 - 4601545.